# Bryan Bronson
Pour les articles homonymes, voir Bronson.
John Bryan Bronson (né le 9 septembre 1972 à Jasper) est un athlète américain spécialiste du 400 mètres haies.

## Biographie
John Bryan Bronson s'adjuge trois années consécutives, en 1996, 1997 et 1998, le titre de champion des États-Unis en plein air de sa discipline. Il participe aux Jeux olympiques d'Atlanta sans atteindre la finale.
En 1997, il remporte la médaille de bronze des Championnats du monde d'Athènes en 47 s 88, s'inclinant face au Français Stéphane Diagana et au Sud-africain Llewellyn Herbert. Le 21 juin 1998, il établit la meilleure performance de sa carrière sur 400 m haies en réalisant 47 s 03 lors du meeting de La Nouvelle-Orléans, signant le troisième temps de l'histoire après les 46 s 78 de Kevin Young et les 47 s 02 d'Edwin Moses.
Cependant, il a été contrôlé positif au cours de sa carrière.

## Palmarès

### International
| Date | Compétition           | Lieu      | Résultat | Performance |
| ---- | --------------------- | --------- | -------- | ----------- |
| 1997 | Championnats du monde | Athènes   | 3e       | 47 s 88     |
| 1998 | Goodwill Games        | Uniondale | 1er      | 47 s 15     |

### National
- Championnats NCAA :
  - vainqueur du 400 m haies en 1993
- Championnats des États-Unis :
  - vainqueur du 400 m haies en 1996, 1997 et 1998.

### Records
| Épreuve     | Performance | Lieu                | Date         |
| ----------- | ----------- | ------------------- | ------------ |
| 400 m haies | 47 s 03     | La Nouvelle-Orléans | 21 juin 1998 |